# Ban (Internet)
Il termine ban (derivato dalla lingua inglese, in italiano è traducibile con "bandire" o "interdire") viene utilizzato per riferirsi ad una serie di atti che consente di vietare l'accesso e/o l'interazione con gli altri ad un determinato utente tramite il suo username, IP o indirizzo email.
Viene utilizzato nella terminologia delle comunità virtuali di Internet (inclusi forum, chat, guestbook, giochi online e Wikipedia).

## Etimologia
La parola ban deriva dal verbo inglese to ban (forma contratta del verbo to banish) che significa "bandire", e si può tradurre in italiano con bando o interdizione. Come spesso accade per i neologismi di questo tipo, sono entrati nell'uso comune in italiano diversi forestierismi derivati da ban, come il verbo bannare. In alcuni contesti, quando il ban è permanente e definitivo, è detto in gergo permaban.

## Caratteristiche
Il ban è uno strumento di difesa usato nei confronti di utenti che non rispettano le regole nell'ambito delle IRC Chat, all'interno dei canali, le stanze virtuali. Il ban può essere usato insieme al kick che è un avvertimento; esso serve per cacciare per qualche secondo l'utente fuori dalla stanza, per poi farlo rientrare immediatamente.
Il ban ha normalmente uno scopo al tempo stesso punitivo (nei confronti degli utenti a cui viene imposto il ban) e tutelativo (nei confronti della comunità): viene applicato per allontanare quegli utenti che contravvengono apertamente a qualche punto di un eventuale regolamento della comunità o semplicemente disturbano comportandosi come troll, inviando e suscitando flame (litigi), o violando in altri modi la netiquette.
Il ban può essere temporaneo o permanente, in base alla norma infranta e alla gravità dell'infrazione. Solitamente i responsabili di questa funzione (bannare, escludere) sono i moderatori, persone fidate designate dagli admin per controllare il forum anche in loro assenza.